# 小羅伯特·詹姆斯·伍爾西
小羅伯特·詹姆斯·“吉姆”·伍爾西（Robert James "Jim" Woolsey Jr.，1941年9月21日—），或譯伍爾奚，美國前中央情報總監，相當於目前的中央情報局局長（1993年2月5日－1995年1月10日）。他目前擔任自由之家董事會主席、清潔燃料基金會諮詢委員會主席。